# کشور تحت‌الحمایه عربستان جنوبی
تحت‌الحمایه عربستان جنوبی (به عربی: محمیة الجنوب العربی) دربرگیرنده ایالت‌های گوناگونی بود که در جنوب شبه‌جزیره عربستان پیمان‌های پشتیبانی با بریتانیا داشتند. این سرزمین تحت‌الحمایه پس از "خیزش عدن" بخشی از یمن جنوبی گشت و امروزه بخشی از جمهوری یمن می‌باشد.
کشور تحت‌الحمایه عربستان جنوبی در ۱۸ ژانویه ۱۹۶۳ با در بر گرفتن آن بخش از سرزمین‌های "کشور تحت‌الحمایه عدن" که به فدراسیون عربستان جنوبی نپیوستند پدید آمد.

## گذشته
مرزهای این تحت‌الحمایه با مرزهای کشور تحت‌الحمایه عدن که "تحت‌الحمایه عدن خاوری" نامیده می‌شد تقریبا همخوانی داشت. اینگونه که دربرگیرنده استان‌های حضرمیِ کثیریه، مهریه و قعیطیه به جز سه سلطنت واحدی در کشور تحت‌الحمایه عدن خاوری  بود و یافای علیا در کشور تحت‌الحمایه عدن باختری را نیز در بر می‌گرفت .
تحت‌الحمایه عربستان جنوبی در ۳۰ نوامبر ۱۹۶۷ سرنگون شد و ایالات آن به زودی فروپاشید که کنار رفتن سلطنت آنها را به دنبال داشت. این سرزمین، خاک جمهوری خلق تازه‌استقلال‌یافته یمن جنوبی گشت که در سال ۱۹۹۰ بخشی از جمهوری یمن شد. 

## بن‌مایه
1. ↑  Montgomery-Massingberd, Hugh (1980). Burke's Royal Families of the World: Africa and the Middle East. London: Burke's Peerage. p. 320. ISBN 978-0-85011-029-6.
2. ↑  Cahoon, Ben. "States of the Aden Protectorates". World Statesmen.org. Retrieved 27 April 2010.